# John Wise (strzelec)
John Laurence Wise (ur. 26 lutego 1901 w Kensington, zm. 12 maja 1971 w Adelaide) – australijski strzelec, olimpijczyk.
Wystąpił na igrzyskach olimpijskich w Londynie (1948), gdzie pojawił się w jednej konkurencji. Zajął 33. miejsce w karabinie dowolnym w trzech postawach z 300 metrów (startowało 36 zawodników).

## Wyniki olimpijskie
| Igrzyska | Konkurencja                          | Wynik                  | Miejsce | Źródło |
| -------- | ------------------------------------ | ---------------------- | ------- | ------ |
| IO 1948  | Karabin dowolny, trzy postawy, 300 m | 852 pkt. (358-301-193) | 33      | [ 1 ]  |